# Podróż apostolska Benedykta XVI do Niemiec (2011)

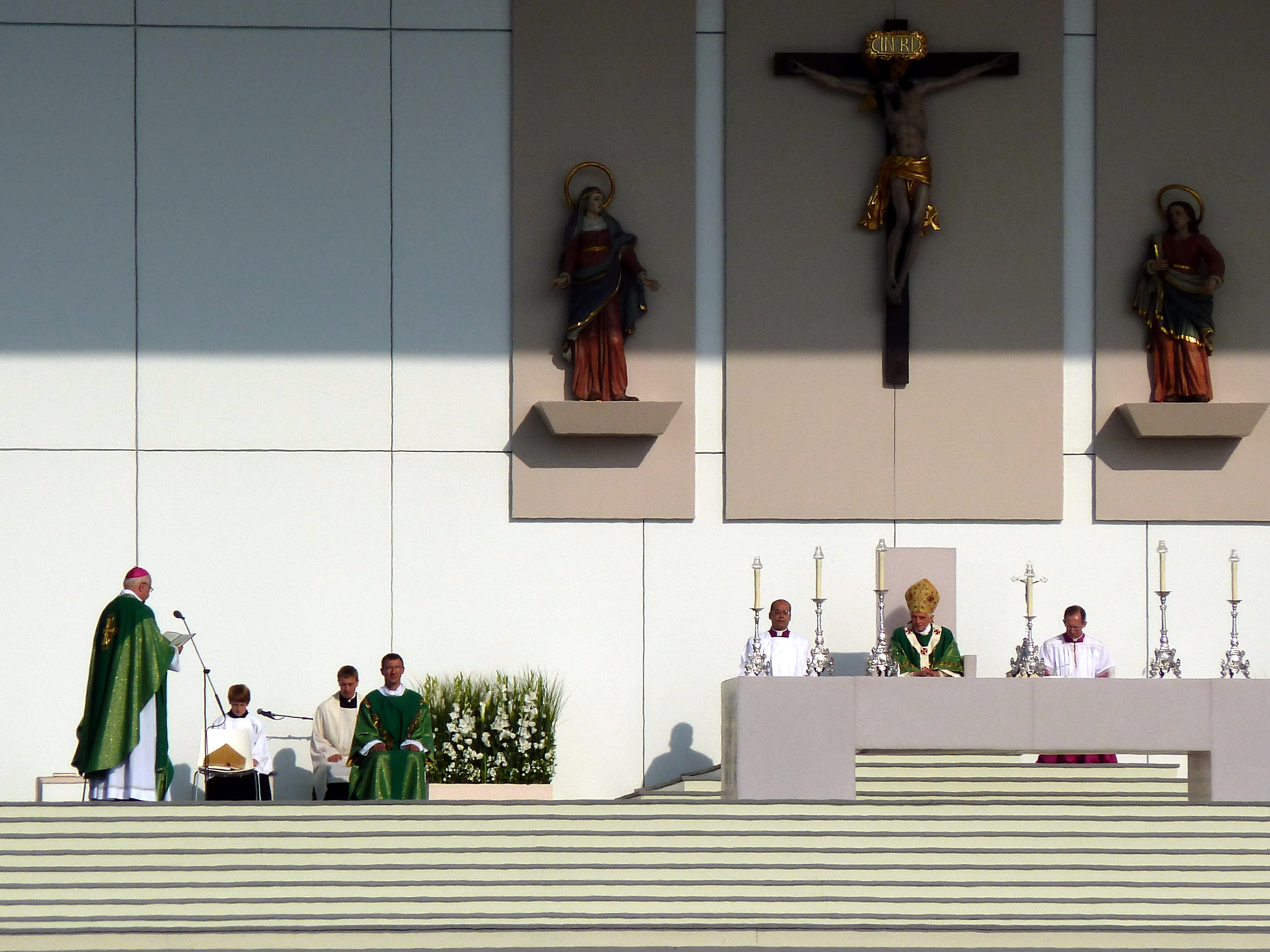
Abp Robert Zollitsch wita papieża Benedykta XVI podczas mszy we Fryburgu

III podróż apostolska do Niemiec (22–25 września 2011) – 21. podróż apostolska papieża Benedykta XVI i trzecia do rodzinnych stron, a jednocześnie pierwsza oficjalna wizyta w Niemczech jako głowy państwa. Odbyła się pod hasłem „Gdzie jest Bóg, tam jest przyszłość” (niem. Wo Gott ist, da ist Zukunft). Podczas wizyty papież odwiedził Berlin, Erfurt i Fryburg Bryzgowijski. Do ważniejszych wydarzeń należały: przemówienie w Bundestagu, nabożeństwo ekumeniczne, msza na stadionie Olimpijskim w Berlinie oraz wieczorne spotkanie z młodzieżą na terenie hal wystawowych we Fryburgu. We wszystkich mszach i nabożeństwach łącznie uczestniczyło 350 tysięcy osób.

## Opis pielgrzymki
Benedykt XVI przybył do ojczyzny na zaproszenie prezydenta Christiana Wulffa i konferencji episkopatu Niemiec. Sama zapowiedź wizyty budziła duży entuzjazm, ale też krytykę dotyczącą zwłaszcza kosztów i przewidzianego w planie wystąpienia w Bundestagu.

### Wystąpienia oficjalne
Po przylocie papież udał się do Zamku Bellevue, gdzie wygłosił rozpoczynające podróż przemówienie. Zaznaczył w nim, że pomimo iż jest to wizyta oficjalna, nie przyjechał do Niemiec, aby załatwiać jakieś polityczne cele, ale, by spotykać ludzi i mówić o Bogu. Historyczne znaczenie miało wystąpienie w Bundestagu, gdzie Benedykt XVI zwrócił uwagę na potrzebę budowania prawa stanowionego w oparciu o prawo naturalne, mówił o fundamentach demokracji, fundamentach Europy i kształtujących ją ideach, przypomniał też, że: 

kultura Europy zrodziła się ze spotkania Jerozolimy, Aten i Rzymu – ze spotkania monoteistycznej wiary w Boga Izraela, filozoficznego rozumu Greków i prawniczej myśli Rzymu. To potrójne spotkanie tworzy głęboką tożsamość Europy.

### Aspekt duszpasterski
Papieska pielgrzymka przede wszystkim miała aspekt duszpasterski. Po ujawnieniu przypadków pedofilii wśród kleru niemieckiego, wiele osób wystąpiło z Kościoła, który od dłuższego czasu jest w głębokim kryzysie wiary. Do wierzących Benedykt XVI na Stadionie Olimpijskim w Berlinie mówił o potrzebie umiłowania Chrystusa, trwaniu w nim oraz odkrywaniu radości zjednoczenia z nim w Kościele, w Erfurcie mówił o wierze, o Bogu, który prowadzi człowieka przez trudne doświadczenia, i potrzebie odwagi, aby go wyznawać w codziennym życiu. Do młodzieży papież mówił, że Chrystus jest światłością i chrześcijanie są tymi, którzy jako rozpaleni przez Chrystusa mają nieść światło. Kościołowi szkodzą nie jego przeciwnicy, ale "letni" chrześcijanie – powiedział papież, wezwał też młodych do świętości życia.
Pielgrzymka papieża miała też wymiar ekumeniczny: spotkanie z przedstawicielami Niemieckiego Kościoła Ewangelickiego oraz nabożeństwo w byłym klasztorze augustianów w Erfurcie, a także spotkania z przedstawicielami prawosławia i starożytnych Kościołów wschodnich oraz z żydami i muzułmanami. Jednak niemieckie media zarzuciły brak znaczącego postępu w dialogu ekumenicznym.
Podsumowując pielgrzymkę Michael Hesemann w rozmowie z Bogusławem Rąpałą powiedział:

Myślę, że Ojciec Święty jeszcze przed swoją wizytą na nowo wywołał debatę o roli Kościoła i roli Boga w życiu człowieka. Przybył do kraju, gdzie wcześniej było dużo krytyki pod jego adresem. Ale to, co zobaczyliśmy w czasie jego pielgrzymki, graniczyło z cudem. Niemcy otworzyli serca na swojego Papieża i byli szczęśliwi, że mogą się z nim spotkać, razem się modlić i go słuchać, jak w ich ojczystym języku pięknie i zrozumiale wyjaśnia im Ewangelię. Niemcy kochają swojego Papieża.

## Program pielgrzymki

### 22 września
8.15 – odlot z rzymskiego lotniska Ciampino
10.30 – przylot na lotnisko Berlin-Tegel w Berlinie
11.15 – powitanie papieża przez prezydenta Niemiec Christiana Wulffa; przemówienie powitalne
12.50 – oficjalne spotkanie z kanclerz Niemiec Angelą Merkel w siedzibie Konferencji Biskupów Niemieckich w Berlinie.
13.30 – obiad w Akademii Katolickiej
16.15 – wizyta papieża w parlamencie federalnym Niemiec, Bundestagu-Reichstagu; przemówienie
17.15 – spotkanie z reprezentacją wspólnoty żydowskiej w Reichstagu; przemówienie
18.30 – msza z homilią na Stadionie Olimpijskim w Berlinie

### 23 września

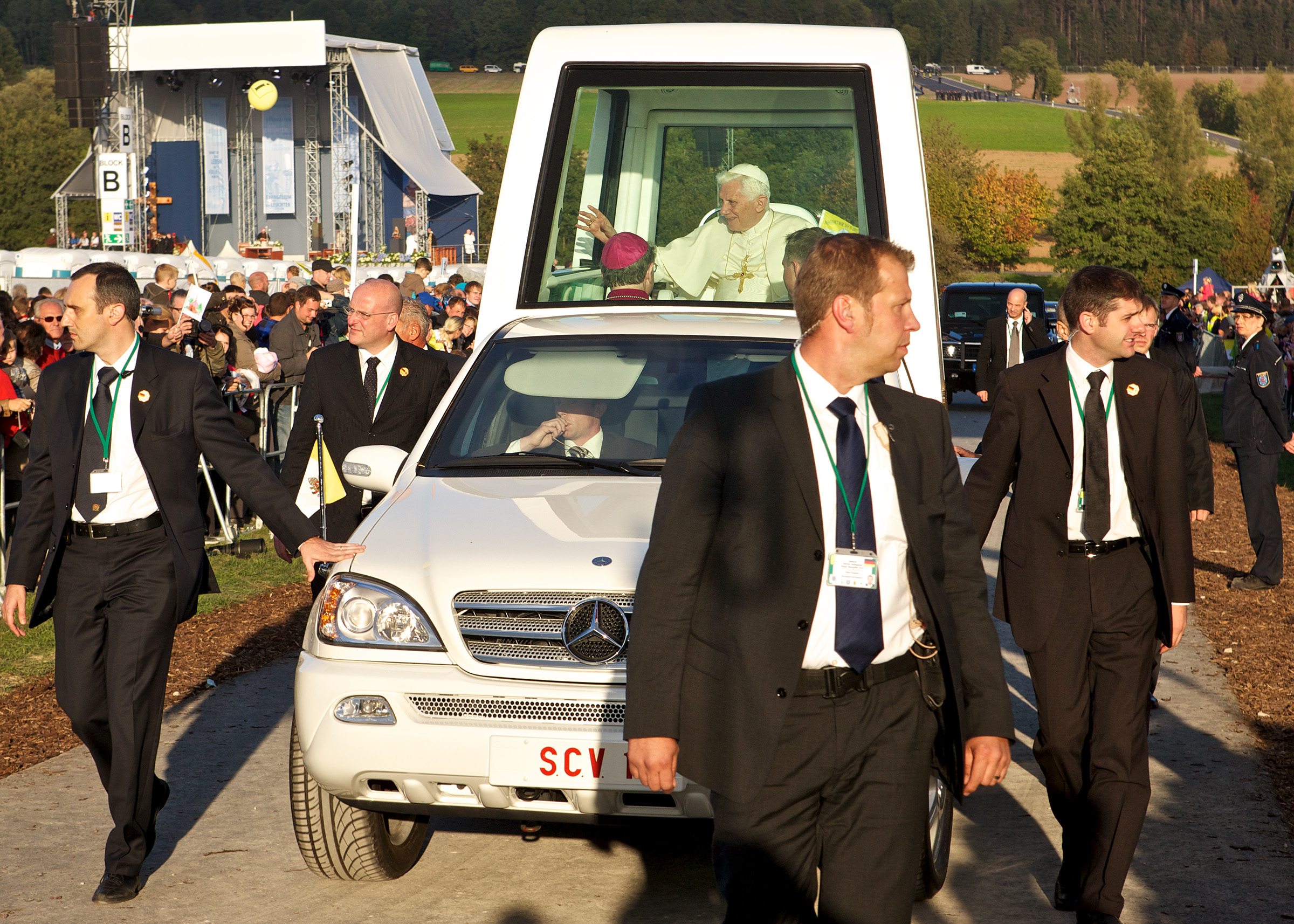
Papież Benedykt XVI w papamobile w miejscu pielgrzymek maryjnych Etzelsbach

7.15 – msza w prywatnej kaplicy w nuncjaturze apostolskiej
9.00 – spotkanie w nuncjaturze z przedstawicielami wspólnoty muzułmańskiej; przemówienie papieża
10.00 – wyjazd na międzynarodowe lotnisko Berlin-Tegel i odlot do Erfurtu
10.45 – przylot na erfurckie lotnisko
11.15 – wizyta w katedrze Najświętszej Maryi Panny w Erfurcie
11.45 – spotkanie z przedstawicielami Rady Kościołów Ewangelickich Niemiec w kapitularzu klasztoru Augustianów; przemówienie papieża
12.20 – nabożeństwo ekumeniczne w kościele klasztoru augustianów z przemówieniem papieża.
13.20 – obiad w erfurckim seminarium duchownym
16.45 – wyjazd na erfurckie lotnisko i odlot helikopterem do Etzelsbach
17.45 – nieszpory maryjne w kaplicy sanktuarium w Etzselbach z przemówieniem papieża
19.00 – odjazd na lotnisko w Etzselbach i odlot helikopterem do Erfurtu
19.40 – przylot do Erfurtu

### 24 września
9.00 – msza z homilią na placu przed katedrą w Erfurcie
11.50 – przylot na erfurckie lotnisko i odlot do Lahr
12.50 – przylot do Lahr
14.00 – wizyta w katedrze we Fryburgu Bryzgowijskim
14.15 – pozdrowienie mieszkańców Fryburga Bryzgowijskiego przez papieża na placu katedralnym
16.50 – spotkanie z byłym kanclerzem Niemiec Helmutem Kohlem w seminarium duchownym
17.15 – spotkanie z przedstawicielami Kościoła prawosławnego w seminarium duchownym; przemówienie papieża
18.15 – spotkanie z Centralną Radą Katolików Niemieckich w sali seminarium duchownego; przemówienie papieża
19.00 – wieczorne spotkanie z młodzieżą na terenach wystawowych; modlitwa i przemówienie papieża

### 25 września
10.00 – msza z homilią na lotnisku sportowym we Fryburgu Bryzgowijskim, modlitwa Anioł Pański i rozważanie papieża
12.45 – obiad z członkami Konferencji Episkopatu Niemiec w seminarium duchownym
16.20 – spotkanie z członkami Federalnego Trybunału Konstytucyjnego w budynku seminarium duchownego
17.00 – spotkanie z katolikami zaangażowanymi w życie kościelne i społeczne w Domu Muzyki; przemówienie papieża
18.45 – ceremonia pożegnalna na lotnisku w Lahr; przemówienie papieża
19.15 – odlot do Rzymu